# Kim Yong-Jin
Dans ce nom coréen, le nom de famille, Kim, précède le nom personnel.
Pour les articles homonymes, voir Kim.
Kim Yong-Jin (1953-2016) est une personnalité politique nord-coréenne, vice premier ministre et ministre de l'Éducation du gouvernement présidé par Kim Jong-un. Il est exécuté, probablement fusillé en juillet 2016, accusé par le régime d'être « un agitateur antiparti et antirévolutionnaire ».